# Bacopa paraguariensis
Bacopa paraguariensis är en grobladsväxtart som beskrevs av Hassler. Bacopa paraguariensis ingår i släktet tjockbladssläktet, och familjen grobladsväxter. Inga underarter finns listade i Catalogue of Life.